# Maximilian Stadler
Maximilian Johann Karl Dominik Stadler, posteriorment Abbé Stadler (Melk, 4 d'agost de 1748 - Viena, 8 de novembre de 1833), fou un compositor, musicòleg i pianista austríac.
Als deu any d'edat, amb una bona veu de soprano, fou escolà del cor de l'abadia de Lilienfeld, on es distingí per la seva habilitat al piano i l'orgue. Després, completà els seus estudis a Viena, i més tard entrà en el monestir benedictí del seu poble natal, Melk, on fou nomenat professor de teologia. El 1772 deixà aquest monestir i durant deu anys fou rector de parròquia d'un llogaret. El 1786 fou nomenat abat de Lilienfeld i després de Kremsmunster. Fou un dels millors organistes de l'època, sobretot per la seva facilitat d'improvisar en estil fugat.
Havent dimitit el càrrec d'abat de Kremsmunster, s'establí a Viena, on conegué a Haydn i Mozart i fou amic íntim d'ambdós. Per amistat amb aquest últim, prengué part activa en la discussió que s'originà sobre l'autenticitat del Rèquiem de Mozart, que defensà en diversos escrits que publicà, contestant els de Gottfried Weber, que sustentava l'opinió contrària. El 1806 fou nomenat rector d'una parròquia al raval de Viena i el 1810 de Boehmisch-Krant, on es retirà al 1815.
D'entre les seves composicions cal mencionar:
- 2 Misses a 4 veus, amb instruments de corda, de vent i orgue;
- 1 Missa a 4 parts amb orgue;
- 1 Rèquiem, a 4 veus, orquestra i orgue;
- Alma Redemptoris, a 4 veus i orgue;
- Asperges me i Ave Regina, a 4 veus i orgue;
- Die Brefeiung Jerusalems, oratori a 4 veus, amb orquestra;
- Gran nombre de salms, graduals i ofertoris, per a 4 veus i orgue;
- Diferents cant religiosos a veus soles i peces instrumentals.

També deixà moltes obres inèdites.